# Sabaria contractaria
Sabaria contractaria är en fjärilsart som beskrevs av Walker sensu Warren 1901. Sabaria contractaria ingår i släktet Sabaria och familjen mätare. Inga underarter finns listade.